# Fahriye Evcen
Fahriye Evcen (Solingen, 4 de junho de 1986) é uma atriz turco-alemã. Ela é mais conhecida por seus papéis como Necla Tekin em Yaprak Dökümü, baseada no romance de Reşat Nuri Güntekin, e como Feride na série de TV Çalıkuşu, também baseada no romance de Reşat Nuri Güntekin.

## Vida e carreira
Ela nasceu em Solingen, Alemanha. Sua família materna é circassiana, enquanto sua família paterna é imigrante turca de Cavala, Grécia. Ainda jovem, enquanto estava de férias na Turquia, participou de um programa de Oya Aydoğan, que a apresentou ao produtor İbrahim Mertoğlu. Enquanto estudava sociologia na Universidade de Düsseldorf Heinrich-Heine, recebeu uma oferta para trabalhar em uma série de TV como atriz, e Evcen se mudou para Istambul. Um de seus primeiros papéis de destaque foi o personagem de Necla na série Yaprak Dökümü. Sua primeira estréia cinematográfica com o filme Cennet, lançado em 2008, e no mesmo ano, foi escalada para um papel de liderança no filme Aşk Tutulması. Como Evcen não havia terminado seus estudos na Alemanha, ela se matriculou na Universidade de Boğaziçi e estudou história. Mais tarde, ela interpretou o personagem Feride na série de TV Çalıkuşu, produzida pela TİMS Productions. Mais tarde, ela atuou no filme Aşk Sana Benzer. Em 2017, atuou na série de TV Ölene Kadar, ao lado de Engin Akyürek, e também atuou no filme Sonsuz Aşk.

## Vida pessoal
Em 29 de junho de 2017, ela se casou com o ator e modelo Burak Özçivit em Istambul. O filho deles, Karan, nasceu em 13 de abril de 2019. Em 2017, ela ficou em nono lugar na lista da Buzznet das "30 mulheres mais bonitas do mundo", na qual nomes como Gigi Hadid, Emma Watson, Adriana Lima, Hillary Clinton e Angelina Jolie também foram nomeados.

## Filmografia
| Ano  | Filme                                           | Papel                | Notas           |
| ---- | ----------------------------------------------- | -------------------- | --------------- |
| 2007 | Cennet                                          | Kız                  |                 |
| 2008 | Aşk Tutulması                                   | Pınar                |                 |
| 2010 | Spur des terrors takiye / Takiye: Allah yolunda | Sevde                | Alemão, turco   |
| 2011 | Signora Enrica                                  | Jovem Signora Enrica | italiano, turco |
| 2012 | Evim Sensin                                     | Leyla                |                 |
| 2015 | Aşk Sana Benzer                                 | Deniz                |                 |
| 2017 | Sonsuz Aşk                                      | Zeynep               |                 |

| Ano       | Filme              | Papel          | Notas |
| --------- | ------------------ | -------------- | ----- |
| 2005      | Asla Unutma        | Pınar          |       |
| 2006      | Hasret             | Songül         |       |
| 2006–2010 | Yaprak Dökümü      | Necla Tekin    |       |
| 2011      | Yalancı Bahar      | Zeynep         |       |
| 2012      | Veda               | Mehpare        |       |
| 2013–2014 | Çalıkuşu           | Feride         |       |
| 2014      | Kurt Seyit ve Şura | Mürvet (Murka) |       |
| 2017      | Ölene Kadar        | Selvi          |       |